# Pomarico
Pomarico (Pumuarëchë in dialetto locale) [poˈmariko] è un comune italiano di 3 692 abitanti della provincia di Matera in Basilicata.

## Geografia fisica

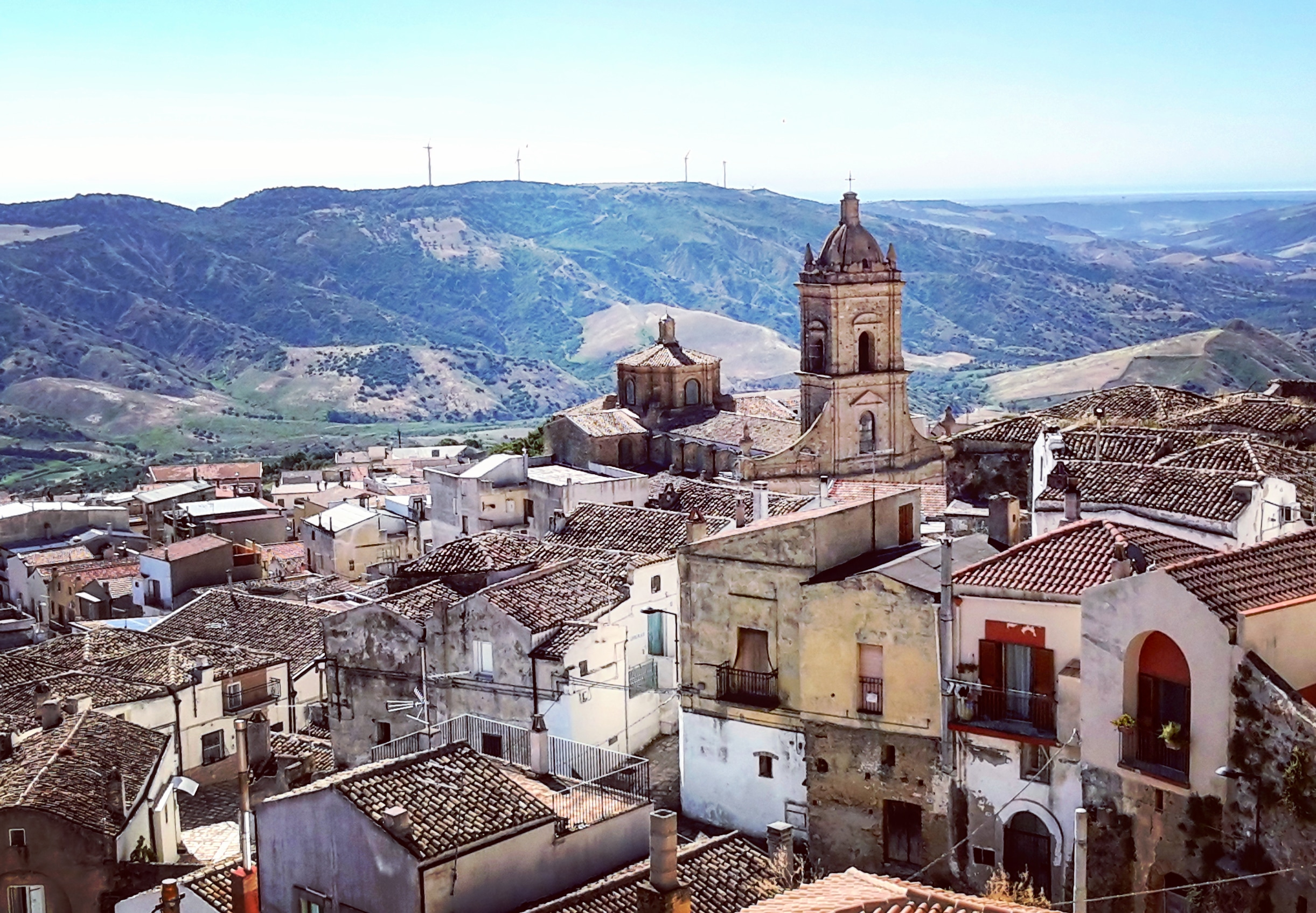
Pomarico (veduta)

Il centro abitato sorge su un'altura tra i fiumi Bradano e Basento a 458 m s.l.m. nella zona centro-orientale della provincia di Matera. Confina a nord con il comune di Miglionico (10 km), ad est con Montescaglioso (16 km), a sud con Pisticci (27 km) e ad ovest con Ferrandina (17 km). Ai margini dell'abitato si estende, per 500 ettari, il bosco della Manferrara, le cui piante tipiche sono il cerro, l'acero, l'orniello, il pino d'Aleppo, la rosa canina, l'agrifoglio, il mirto, il lentisco, il pungitopo, il biancospino. La fauna è costituita da volpi, faine, tassi, istrici, vipere e diverse specie di uccelli.

## Storia

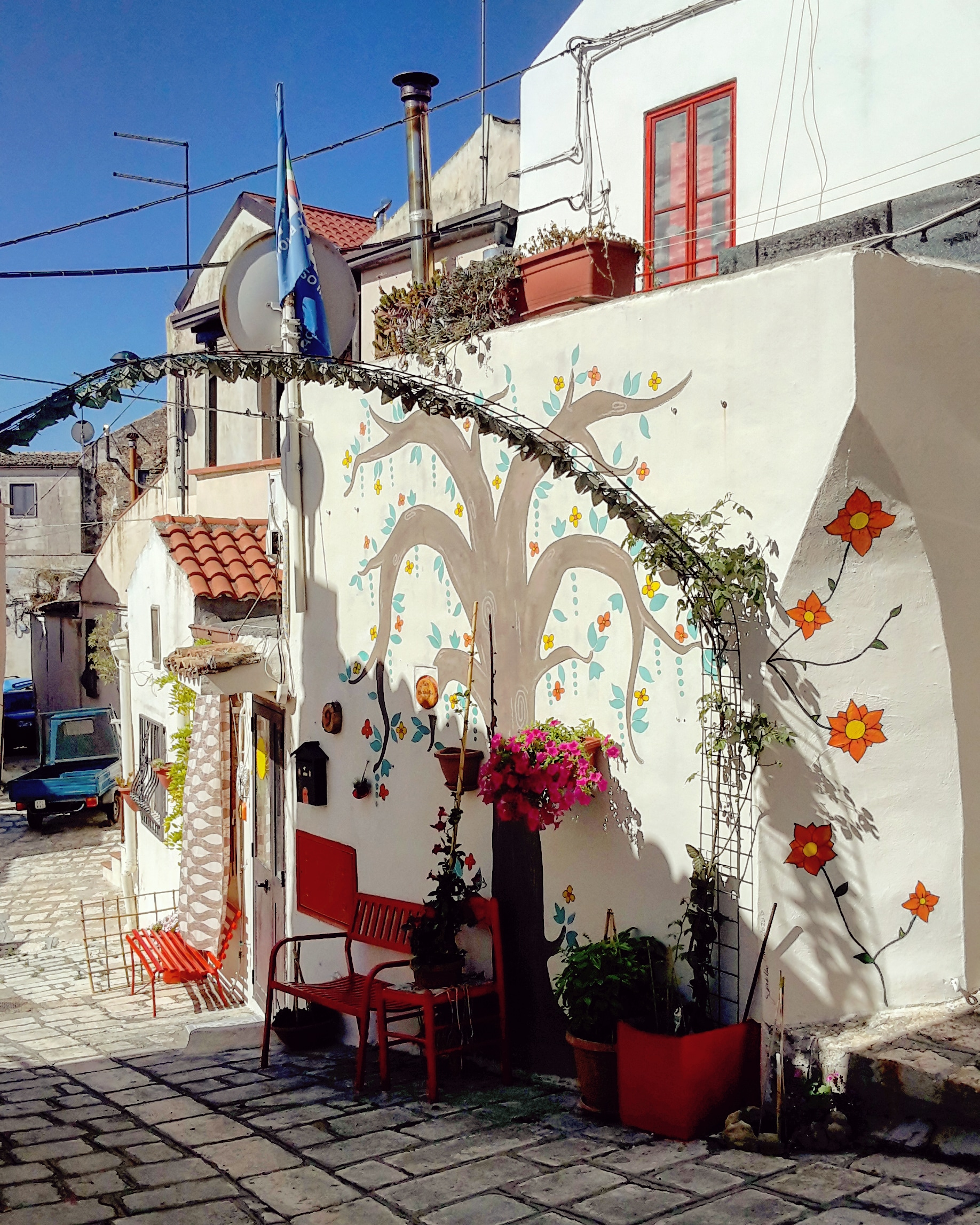
Pomarico

La questione etimologica del toponimo Pomarico è alquanto complessa al punto da apparire a tratti confusa. Secondo il Giordano infatti deriverebbe dall'osco Posmum stlocus o secondo il Pasquale dalle voci latine Pomi ager, il Racioppi invece la ritiene originaria dalla fusione delle parole Pomaria locus formandosi così la parola Pomaricus. Il nome attuale di Pomarico non può avere questi termini quali etimi immediati, perché le leggi fonetiche della linguistica non giustificano un tale esito. Pomarico deriva invece da Pomarium (= pomario, pometo, campo di alberi da frutta) + il suffisso -icus che denota il significato di appartenenza.
Le origini di Pomarico sono molto remote; nel suo territorio infatti si trovano due antichissimi centri, Pomarico vecchio e Castro Cicurio. Il primo, situato a circa 12 km dall'attuale città, fu un centro lucano fortificato, anteriore al V secolo a.C., che successivamente subì l'influenza delle colonie della Magna Grecia, poste sulla costa jonica a poca distanza dal centro stesso. Castro Cicurio, invece, fu un insediamento risalente al periodo della dominazione romana. L'attuale Pomarico fu fondata, invece, nel IX secolo dagli abitanti di Pomarico vecchio, dopo che quest'ultimo fu distrutto più volte dai Saraceni.
Durante il periodo normanno il centro appartenne come casale alla contea di Montescaglioso e successivamente fu a lungo sottoposto all'abbazia benedettina di San Michele Arcangelo; solo nel 1714 cessò tale contesa, quando all'abbazia fu assegnata la parte di territorio dove si trovava Castro Cicurio. Numerosi furono i feudatari che possedettero la città nel corso dei secoli: a partire da Francesco II del Balzo che rifece la chiesa; i Donnaperna che nella seconda metà del XVIII secolo costruirono il grande palazzo marchesale.
Il 25 gennaio 2019 una frana, seguita da altri smottamenti, ha interessato il centro storico di Pomarico distruggendone una parte.

### Simboli
Lo stemma è stato riconosciuto con DPCM del 7 gennaio 1946.
Il gonfalone è disegnato secondo le derivazioni ricostruite dal Pasquale: un albero di melo verdeggiante, tre monti, le lettere P ed A ai lati del fusto, sotto lo scudo due pesci che rappresentano i fiumi Basento e Bradano.
Sulla identificazione del pomo, si è soliti indicarlo come mela. Orbene, il significato esatto del termine latino pomum è "frutto di forma tondeggiante" senza riferirsi ad uno in particolare. C'è da considerare, inoltre, che Pomarico non sembra essere stata mai famosa per le mele, mentre lo è stata per i fichi, sicché è in questo che va identificato il pomo del toponimo.

## Monumenti e luoghi d'interesse
Castello

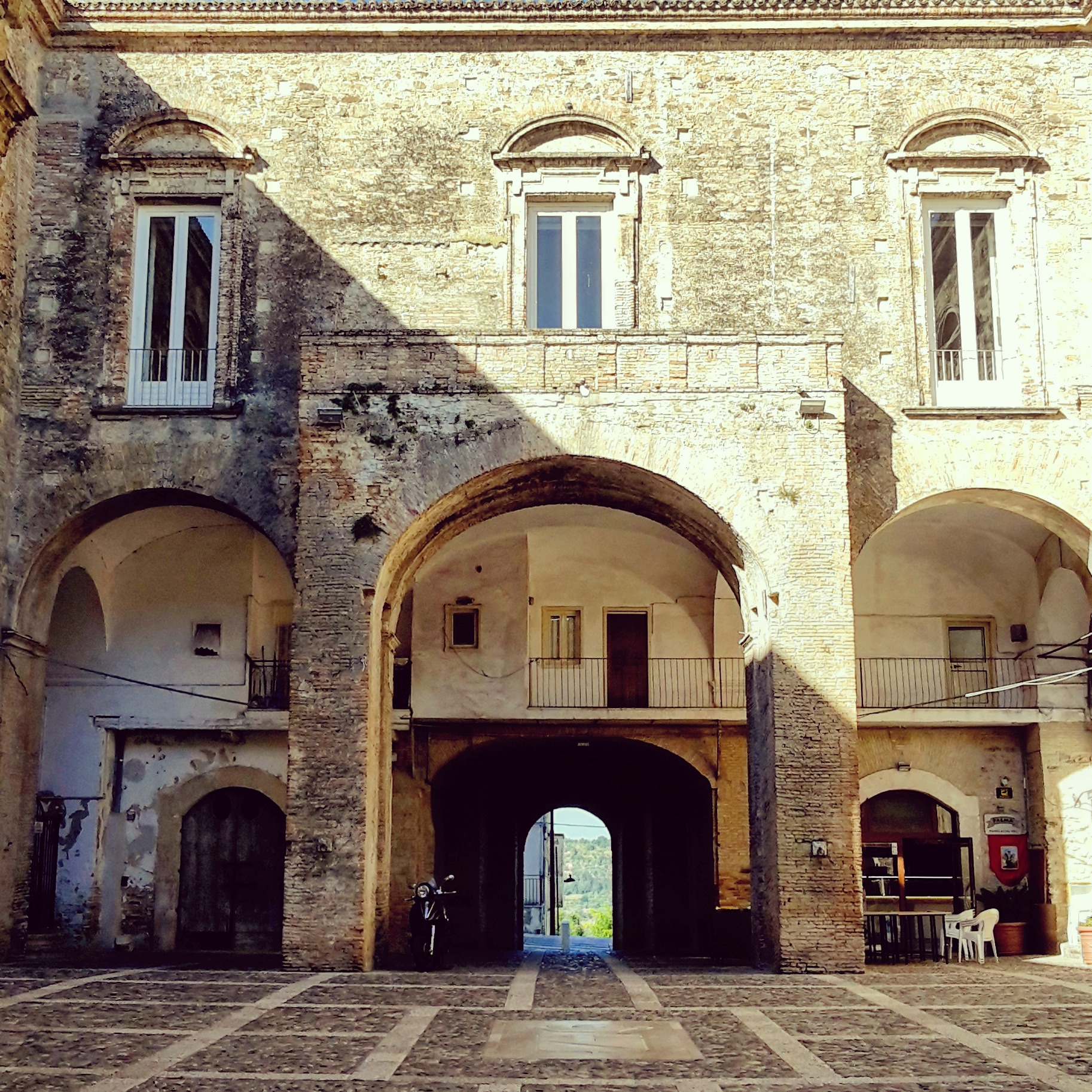
Pomarico, palazzo Donnaperna

Era situato sulla sommità della collina dove si sviluppò il centro abitato di Pomarico. Sebbene ne siano pervenuti solo pochi resti, il toponimo è rimasto nell'uso corrente ad indicare questa parte del paese.
Palazzo Donnaperna
Anche chiamato Palazzo Marchesale, situato in pieno centro abitato, fu costruito tra la fine del Seicento ed i primi del Settecento. Ha una struttura imponente articolata intorno al cortile interno, ed al suo interno è da menzionare il Salone Rosa, con volte dipinte a tempera.
Chiesa madre di San Michele Arcangelo
Fu costruita a partire dal 1748. Danneggiata in seguito al terremoto del 23 novembre 1980, fu sottoposta a un lungo restauro terminato nel 1994. Presenta una facciata barocca con un imponente campanile, ed il suo interno è a croce latina. Sono conservate tele di Pietro Antonio Ferro datate 1601 e Andrea Vaccaro, una statua lignea di San Michele risalente al 1400 e un pregevole antifonario del XVI secolo.
Chiesa di Sant'Antonio da Padova
Annessa all'ex convento che ospita gli uffici del Comune. La chiesa, risalente al XVII secolo, conserva al suo interno un paliotto in marmo del 1700, alcuni altari barocchi, importanti tele del seicento e del settecento di Pietro Antonio Ferro (la Deposizione e la Madonna col Bambino coi santi Francesco e Antonio del 1625) e Domenico Guarino, tra cui una Maddalena penitente firmata da quest'ultimo e datata 1720, ed un coro ligneo intagliato.
Chiesa della SS. Addolorata
Chiesa del Pio Monte dei Morti
Torre dell'orologio

## Società

### Evoluzione demografica
Abitanti censiti

### Tradizioni e folclore
La festa del patrono, San Michele, è la principale manifestazione che si svolge ogni anno a Pomarico, dal 7 al 9 maggio. Durante questi giorni si rinnovano antiche tradizioni, come l'offerta della cera al Santo e la processione sul carro trionfale. L'offerta della cera è il simbolo commemorativo dell'evento che avvenne nel 1527, quando Pomarico rimase indenne da un'epidemia di peste e per ringraziare il suo santo protettore offrì trenta libbre di cera bianca lavorata; il gesto è molto significativo se si considera che all'epoca il prezzo di un chilo di cera equivaleva al prezzo di un quintale di grano.

## Infrastrutture e trasporti

### Ferrovie
La stazione più vicina è quella di Ferrandina Scalo Matera, fino al 2019 denominata proprio Ferrandina-Pomarico-Miglionico, situata a circa 14 km dal centro abitato.
Dal 1928 al 1972 era in funzione anche la ferrovia Bari-Matera-Montalbano Jonico a scartamento ridotto delle FAL e a Pomarico aveva la sua stazione ferroviaria, oggi non più esistente.

## Sport
Hanno sede nel comune: la società di calcio F.C. Pomarico, fondata nel 2002, che disputa il campionato di Eccellenza lucana e la squadra di calcio a 5 Atletico Pomarico, nata nel 2013, militante in Serie C2.